# Pierre Auguste Adet
Pierre Auguste Adet (Nevers, França, 17 de maig de 1763 - París, 19 de març de 1834) fou un químic i polític francès.
Malgrat que Adet era doctor-regent de la Facultat de Medicina de París, dedicà la seva vida més intensament a la política que no a la ciència, i feu de la química una activitat de temps lliure. Després de la Revolució francesa el 1789 s'involucrà més en la política i fou nomenat administrador colonial a Santo Domingo el 1791. El 1803 va ser nomenat prefecte del departament de Nièvre, a la regió de Borgonya.

## Obra

Estructura de l'àcid acètic

El 1789 participà en la fundació de la revista Annales de Chimie, que fou creada per permetre una fàcil publicació de treballs sobre la química antiflogística, ja que, en aquell moment, el Journal de Physique s'oposava a les noves doctrines. Adet fou un dels editors de diversos anys i hi publicà una sèrie de traduccions de treballs en anglès i alguns treballs originals. Era, doncs, un gran defensor de la "nova química" dels seus primers anys; una prova més d'això pot trobar-se en l'apèndix que afegí a la seva traducció de Considerations on the Doctrine of Pholgiston and the Decomposition of Water de Joseph Priestley sobre la doctrina del flogist i la descomposició de l'aigua, en la qual respongué a una sèrie d'arguments de Priestley (1797).
Adet col·laborà en el nou sistema de nomenclatura química que estava essent desenvolupant per Louis Bernard Guyton de Morveau (1737-1816), Antoine François de Fourcroy (1750-1809) i Claude Louis Berthollet (1748-1822) sota la direcció d'Antoine Laurent Lavoisier (1743-1794). Adet i Jean Henri Hassenfratz, assistent de Lavoisier, dissenyaren un nou sistema de símbols químics que indicaven no només la identitat de la substància també el seu estat físic, la proporció d'oxigen que contenia i, si era sal, la mesura en què l'àcid havia estat neutralitzat per una base. Aquest treball fou publicat el 1787 sota el nom Méthode de Noménclature Chimique. El sistema de símbols mai fou adoptat, malgrat sí que fou adoptada la nomenclatura, potser per la seva complexitat.
El 1798 investigà l'àcid acètic. En aquell temps es pensava que existien dos àcids acètics en funció del seu origen: l'àcid acètic del vinagre (anomenat àcid acetós) i l'àcid acètic glacial (anomenat àcid acètic), que contenia una proporció més alta d'oxigen. Adet fou incapaç d'oxidar l'àcid acètic del vinagre a àcid acètic glacial. Per tant, la conclusió fou que els àcids diferien només en la proporció d'aigua que contenien i no en la seva naturalesa. Encara que aquesta conclusió no fou àmpliament acceptada, la confirmà Joseph Louis Proust el 1802.